# Многочлены Фабера
Многочлены Фабера — обобщение многочленов Чебышёва.

## Определение
Пусть {\displaystyle K} — ограниченный континуум — ограниченное непустое связное множество, содержащее более одной точки. И {\displaystyle g_{\infty }} — это та из смежных с {\displaystyle K} областей, к которой принадлежит {\displaystyle z=\infty }. {\displaystyle g_{\infty }\equiv D} — односвязная область расширенной плоскости, граница которой {\displaystyle \Gamma _{\infty }} является частью континуума {\displaystyle K}.
Область {\displaystyle g_{\infty }} конформно отображается на внешность круга с центром в точке {\displaystyle w=0} посредством функции {\displaystyle w=\Phi (z)} так, что выполняются два условия:
{\displaystyle \Phi (\infty )=\infty }
{\displaystyle \lim _{z\to \infty }\Phi (z)/z=\gamma >0}
которыми функция {\displaystyle \Phi (z)} определяется единственным образом. Из этих условий следует, что функция {\displaystyle w=\Phi (z)}, являясь аналитической в области {\displaystyle D}, кроме точки {\displaystyle z=\infty }, имеет в точке {\displaystyle z=\infty } простой полюс, и поэтому её лорановское разложение в некоторой окрестности точки {\displaystyle z=\infty } имеет вид
{\displaystyle \Phi (z)=\gamma z+\gamma _{0}+\gamma _{1}/z+\gamma _{2}/z^{2}+\ldots .}
Многочленом Фабера n-го порядка, порождённым континуумом {\displaystyle K}, называется многочлен
{\displaystyle \Phi _{n}(z)=\gamma ^{n}z^{n}+a_{n-1}^{(n)}z^{n-1}+a_{n-2}^{(n)}z^{n-2}+\ldots +a_{1}^{(n)}z+a_{0}^{(n)}}
представляющий собой члены с неотрицательными степенями {\displaystyle z} в лорановском разложении функции {\displaystyle \Phi (z)^{n}} в окрестности бесконечно удаленной точки.

## Свойства
- Многочлены Чебышёва являются частным случаем многочленов Фабера при {\displaystyle K=[-1;1]}.